# Скрипали (Роменский район)

Скрипали (укр. Скрипалі) — село,
Пустовойтовский сельский совет,
Роменский район,
Сумская область,
Украина.
Код КОАТУУ — 5924187906. Население по переписи 2001 года составляло 29 человек .

## Географическое положение
Село Скрипали находится в 4-х км от левого берега реки Сула.
На расстоянии в 1 км расположено село Шиловское, в 6-и км — город Ромны.
По селу протекает пересыхающий ручей с запрудой.
Рядом проходит автомобильная дорога Н-07.